# Stoffershorst

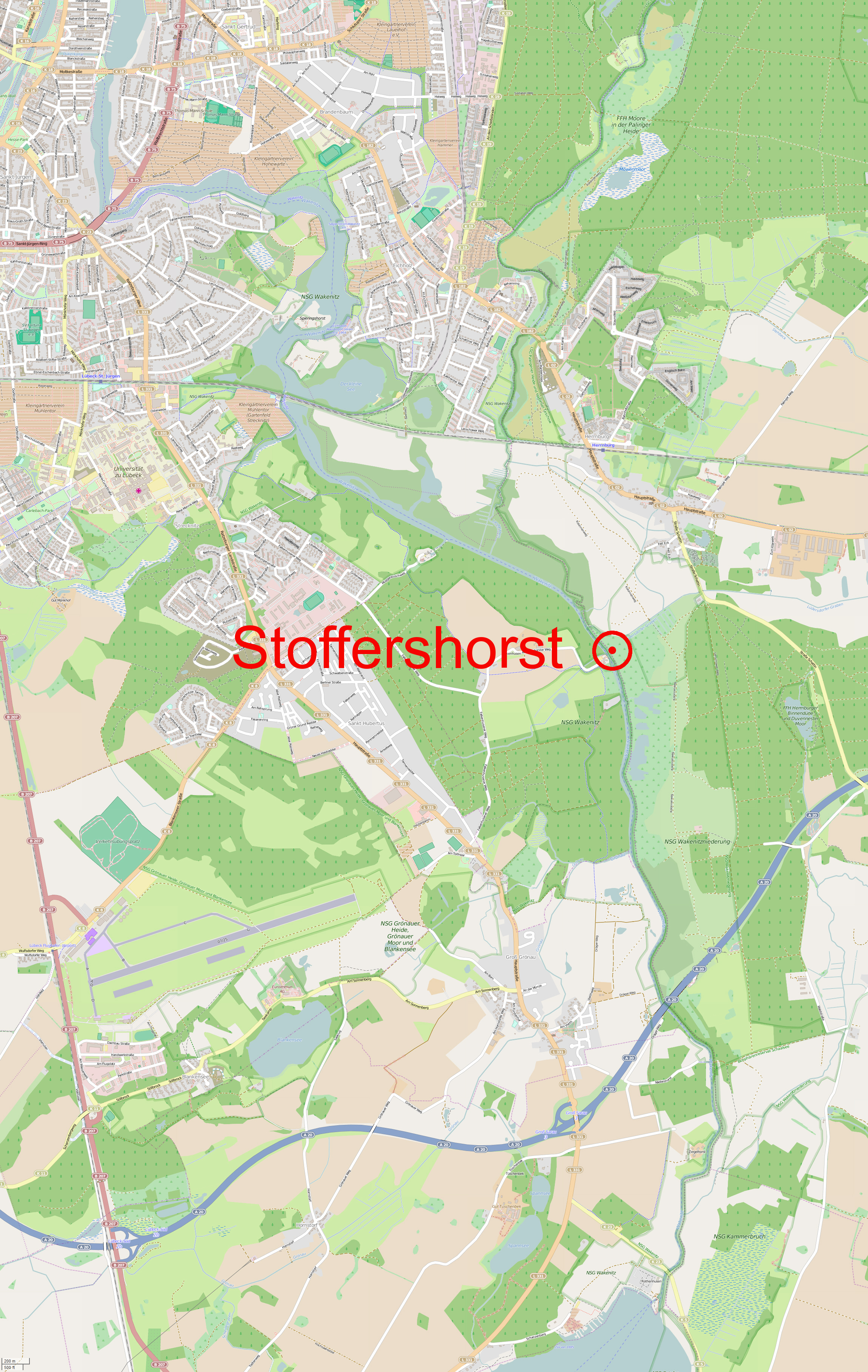
Lage von Stoffershorst

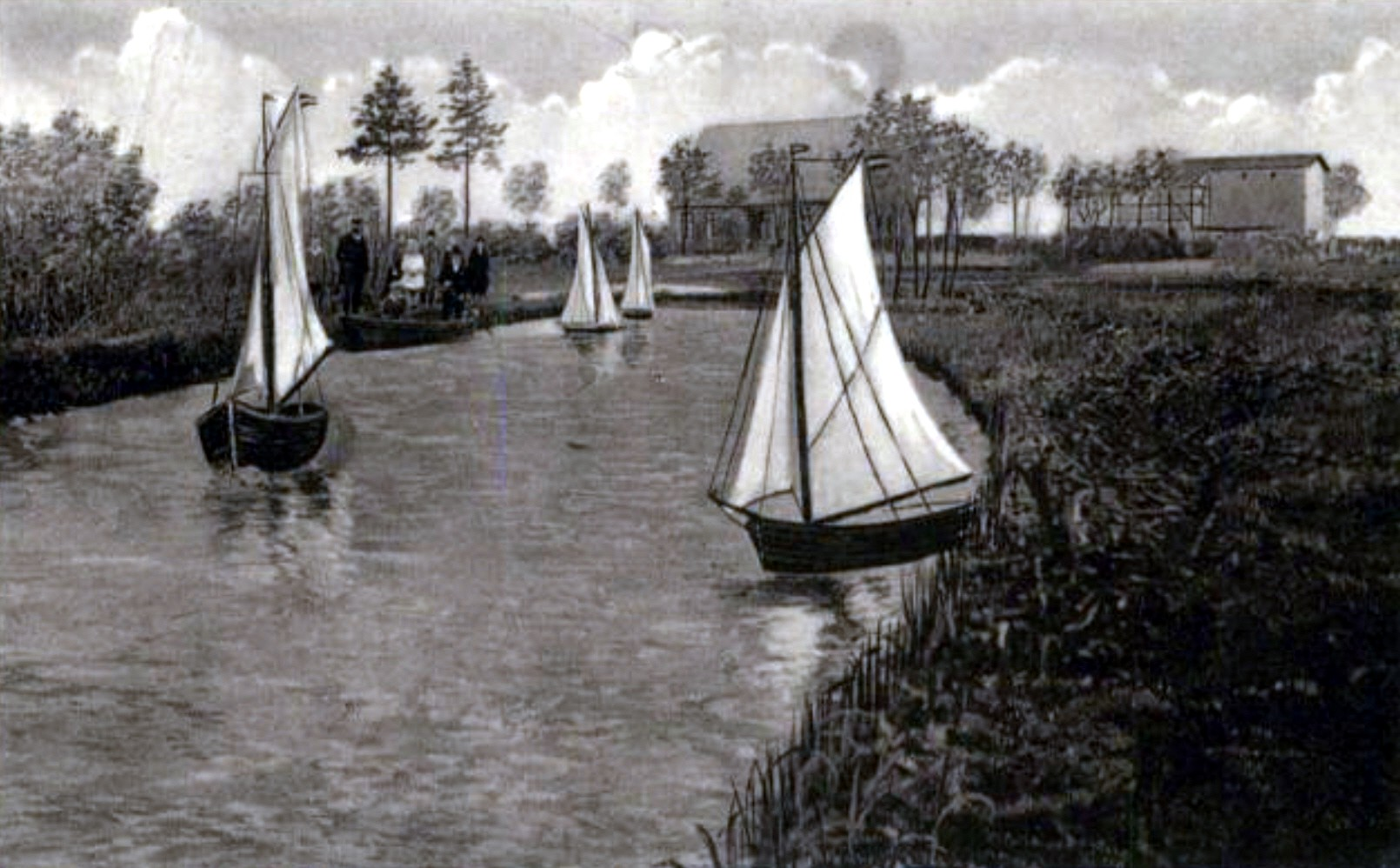
Ansicht von Stoffershorst (zwischen 1910 und 1918)

Stoffershorst vor 1919

Stoffershorst war einer der Wakenitzhorste (Siedlungsstellen) entlang der Wakenitz zwischen dem Ratzeburger See und Lübeck.

## Lage
Stoffershorst befand sich auf dem Ostufer der Wakenitz, direkt gegenüber von Absalonshorst und etwa 6,9 km Luftlinie vom Mittelpunkt der Innenstadt entfernt. Von Land her war Stoffershorst über einen Weg zugänglich, der zum etwa 1 km nördlich gelegenen Herrnburg führte.

## Geschichte
Die Ursprünge dieses Fischerhorsts sind nicht überliefert. Um 1750 war dort der Wakenitzfischer Johann Friedrich Möller (* 1712; † 1751) ansässig, von dem sich der älteste in Dokumenten überlieferte Name Möllers Buden Horst ableitete. Seine endgültige Bezeichnung erhielt der Horst durch Hans Georg Christopher genannt Stoffers (* 1781; † 1860), der seit 1814 der Eigentümer war.
Da der gesamte östliche Uferstreifen der Wakenitz zwischen Rothenhusen und dem Landgraben zu Schattin gehörte, das seinerseits seit 1300 eine Lübecker Exklave war, lag Stoffershorst auf Lübecker Territorium. Kirchlich war es St. Aegidien zugeordnet, allerdings zogen es die Bewohner während der gesamten Zeit seines Bestehens zumeist vor, die erheblich näher gelegene Dorfkirche Herrnburg aufzusuchen.
1909 wurde die alte Fischerkate durch ein neu errichtetes Wohnhaus sowie eine separate Scheune ersetzt; im folgenden Jahr ging Stoffershorst durch Verkauf an den Gärtner Carl Niemann (* 1879; † 1955) über, der keinen Fischfang mehr betrieb, sondern den zugehörigen Grundbesitz landwirtschaftlich nutzen wollte. Die Erträge auf dem wenig geeigneten Boden blieben jedoch gering, weshalb Niemann zunächst den Weiterverkauf beabsichtigte, dann aber eine Gastwirtschaft mit Fremdenzimmern einrichtete.
Durch das Groß-Hamburg-Gesetz von 1937 verlor Lübeck die Gebiete östlich der Wakenitz, und somit auch Schattin mitsamt Stoffershorst, an das Land Mecklenburg. 1945 beanspruchte die sowjetische Besatzungsmacht Gebäude und Grundstück; die Familie Niemann zog in ein unbewohntes Wochenendhaus gegenüber von Nädlershorst und flüchtete 1947 nach Lübeck. 1961 wurde Stoffershorst von den Grenztruppen der DDR bei den Zwangsaussiedlungen an der innerdeutschen Grenze geschleift, so dass heute keinerlei Reste mehr erhalten sind. Es liegt heute im Naturschutzgebiet Wakenitzniederung.
Bis zum Zweiten Weltkrieg war Stoffershorst ein beliebtes Ausflugslokal und Anlegestelle der auf der Wakenitz im Linienverkehr fahrenden Ausflugsschiffe; nach 1945 übernahm der in dieser Hinsicht bis dahin unbedeutende Absalonshorst diese Rolle.